# Přírodní park Plziny
Přírodní park Plziny byl zřízen Okresním úřadem Tábor dne 14. prosince 1994 a potvrzen nařízením Jihočeského kraje ze dne 19. října 2004. Má rozlohu 10 km².
Posláním přírodního parku Plziny je zachovat krajinný ráz rozsáhlého lesního komplexu se Šternberským rybníkem a významnými přírodními a estetickými hodnotami a nenarušit historické hodnoty osídlení (Šternberský mlýn, zemědělské usedlosti Koudelka a Hemera, hájovna Soví, starodávné mohyly) a krajinnou architekturu.

## Geografie
Přírodní park se nachází v okresu Tábor. Leží v obvodu územní působnosti obcí Bechyně a Radětice a na katastrálních územích Radětice a Hvožďany.
Hranice přírodního parku se na západě shoduje s hranicí okresu Tábor a je vedena podél Bilinského potoka a podél Šternberského rybníka. Na východě sleduje okraj lesního komplexu Plziny a na severu ji tvoří silnice III. třídy č. 1354, po které se vrací až na hranici okresu Tábor.

## Geomorfologické zařazení
Přírodní park Plziny leží na území geomorfologického okrsku Bechyňská pahorkatina, který náleží podcelku Písecká pahorkatina, celku Táborská pahorkatina, oblasti Středočeská pahorkatina.
Osou přírodního parku je plochý hřbet severo-jižního směru, jehož svahy pozvolna klesají na západě do údolí Bílinského (Borovanského) potoka a na východě ke vzdálenějšímu údolí Smutné. Na severu z tohoto hřbetu vystupuje vrch Jahodinská (489 m), který je nejvyšším bodem parku, a na jihu vrch Babina (467 m). Nejnižším bodem parku je údolí malého přítoku Smutné (392 m n. m.) na jihovýchodě parku.

## Vodstvo
Území přírodního parku náleží do povodí řeky Lužnice. Největší vodní plochou je Šternberský rybník na Bílinském potoce. Pramení zde několik malých přítoků Bílinského potoka a Smutné.

## Rostlinstvo a živočišstvo
Více než 90 % plochy parku pokrývají lesy. Bezlesé enklávy se nacházejí v okolí hájovny Soví a potom na jihozápadě kolem Šternberského rybníka

## Osídlení
Na území přírodního parku Plziny se nachází pouze Šternberský mlýn, zemědělské usedlosti Koudelka a Hemera a hájovna Soví.

## Historické památky
V lese poblíž hájovny Soví se nachází skupina slovanských mohyl, které jsou orientovány v řadách od východu k západu.

## Turistika
Přes přírodní park Plziny vede zeleně značená turistická stezka z Bechyně do Nemějic, prochází kolem hájovny Soví. Jižním cípem parkem prochází také cyklotrasa č. 1137 z Koloměřic do Hvožďan.